# Owen White
William Timothy Owen White (Municipio de Mount Ulla, Carolina del Norte, 9 de agosto de 1999), más conocido como Owen White, es un jugador profesional estadounidense de béisbol que se desempeña en la posición de lanzador en Cincinnati Reds, equipo de las Grandes Ligas de Béisbol (MLB).

## Carrera
White hizo su debut en la MLB con el equipo Texas Rangers, en el cual jugó dos temporadas (2023-2024), después pasó a Cincinnati Reds.